# Bogma István
Nebojszai Bogma István (Nagybecskerek, 1793. december 26. – Temesvár, 1854. április 14.) magyar író, gazdasági szakíró, magánzó.
Nemesi bizonyítványt nyert 1818. december 1-jén.
Gazdászati cikkei jelentek meg a Tudományos Gyűjteményben (1821. XII.) és a Magyar Gazdában (1845.)
Történeti lexikona kéziratban maradt.